# 東海道品川御殿山ノ不二
「東海道品川御殿山ノ不二」（とうかいどうしながわごてんやまのふじ）は、葛飾北斎の名所浮世絵揃物『冨嶽三十六景』全46図中の1図。落款は「前北斎為一筆」とある。

## 概要
本作品は江戸四宿のひとつである品川宿からの富士山の景観を描いている。現在の東京都品川区北品川付近に該当し、西方からの往来者を迎え入れる江戸の玄関口として栄えていた。画中手前の小高い丘はかつてこの地に存在していた御殿山で、徳川吉宗が桜を植えて以降、行楽地として高い人気を博した。咲き誇る桜を肴に花見を楽しむ庶民たちの様子と、江戸湾を挟んで雄大にそびえる富士山を鮮やかな筆致で表現している。
しかしながら、御殿山から江戸湾を見た場合、方角は東となるため、富士山とは逆方向となることから、本来作品のような景観は起こり得ない。また、遠望の富士山と重ならないよう、余計な桜の枝は意図的に取り払われているように見える。実際の景観よりも作品としての構図や完成度を優先させた、北斎のこだわりが産んだ北斎らしい虚構の風景であると言える。
江戸湾内の波の表現は版木の木目がそのまま使用されており、刷物であることを活かした特徴のひとつであるといえる。また、画面右下に描かれている永寿堂の家紋が入った風呂敷を背負った坊主頭の男は、『冨嶽三十六景』「五百らかん寺さゞゐどう」に登場する男と同一人物とみられる。